# Олимпийский комитет Индии
Олимпийская ассоциация Индии (хинди भारतीय ऑलिंपिक संघ; англ. Indian Olympic Association) — организация, представляющая Индию в международном олимпийском движении. Основана и зарегистрирована в МОК в 1927 году.
Штаб-квартира расположена в Нью-Дели. Является членом Международного олимпийского комитета, Олимпийского совета Азии и других международных спортивных организаций. Осуществляет деятельность по развитию спорта в Индии.

## История
В 1919 году сэр Дорабжи Тата впервые предложил учредить в Индии спортивную организацию на национальном уровне для продвижения олимпийской идеи. В 1920 году он самостоятельно отобрал и привёз на Олимпиаду в Антверпене 6 спортсменов из Индии. Во время этих игр, Тата был принят в МОК, став первым членом этой организации в Индии.
На Олимпиаду в Париже в 1924 году поехала уже команда из 8 индийских спортсменов.
В 1927 году Дорабжи Тата при поддержке директора YMCA А. Г. Нёрена учредил Олимпийскую ассоциацию Индии. Тата стал председателем ОАИ, а Нёрен - генеральным секретарём.
4 декабря 2012 года Международный Олимпийский Комитет отменил признание Олимпийской Ассоциации Индии в связи с тем, что выборы в неё были проведены не на основе Олимпийской хартии, а на основе принятого правительством Индии Спортивного кодекса. 11 февраля 2014 года это решение отменено, и в Олимпийском парке Сочи был поднят флаг Индии. На закрытии игр спортсмены прошли под национальным флагом.

## Председатели
- Дорабжи Дж. Тата (1927—1928)
- Махараджа Бхупиндра Сингх (1928—1938)
- Махараджа Ядвендра Сингх (1938—1960)
- Раджа Бхалендра Сингх (1960—1975 — 1-й раз)
- Ом Пракаш Мехра (1976—1980)
- Раджа Бхалендра Сингх (1980—1984 — 2-й раз)
- Видья Чаран Шукла (1984—1987)
- Сивантхи Адитьян (1987—1996)
- Суреш Калмади (1996 — н.в.)[2]